# Course à la direction du Bloc québécois de 2011
 (novembre 2023).
 (novembre 2023).
La mise en forme du texte ne suit pas les recommandations de Wikipédia : il faut le « wikifier ».
Les points d'amélioration suivants sont les cas les plus fréquents. Le détail des points à revoir est peut-être précisé sur la page de discussion.
- Les titres sont pré-formatés par le logiciel. Ils ne sont ni en capitales, ni en gras.
- Le texte ne doit pas être écrit en capitales (les noms de famille non plus), ni en gras, ni en italique, ni en « petit »…
- Le gras n'est utilisé que pour surligner le titre de l'article dans l'introduction, une seule fois.
- L'italique est rarement utilisé : mots en langue étrangère, titres d'œuvres, noms de bateaux, etc.
- Les citations ne sont pas en italique mais en corps de texte normal. Elles sont entourées par des guillemets français : « et ».
- Les listes à puces sont à éviter, des paragraphes rédigés étant largement préférés. Les tableaux sont à réserver à la présentation de données structurées (résultats, etc.).
- Les appels de note de bas de page (petits chiffres en exposant, introduits par l'outil «  Source ») sont à placer entre la fin de phrase et le point final[comme ça].
- Les liens internes (vers d'autres articles de Wikipédia) sont à choisir avec parcimonie. Créez des liens vers des articles approfondissant le sujet. Les termes génériques sans rapport avec le sujet sont à éviter, ainsi que les répétitions de liens vers un même terme.
- Les liens externes sont à placer uniquement dans une section « Liens externes », à la fin de l'article. Ces liens sont à choisir avec parcimonie suivant les règles définies. Si un lien sert de source à l'article, son insertion dans le texte est à faire par les notes de bas de page.
- La présentation des références doit suivre les conventions bibliographiques. Il est recommandé d'utiliser les modèles {{Ouvrage}}, {{Chapitre}}, {{Article}}, {{Lien web}} et/ou {{Bibliographie}}. Le mode d'édition visuel peut mettre en forme automatiquement les références.
- Insérer une infobox (cadre d'informations à droite) n'est pas obligatoire pour parachever la mise en page.

Pour une aide détaillée, merci de consulter Aide:Wikification.
Si vous pensez que ces points ont été résolus, vous pouvez retirer ce bandeau et améliorer la mise en forme d'un autre article.
 (novembre 2023).
Une élection à la direction du Bloc québécois a lieu le 11 décembre 2011 afin de remplacer Gilles Duceppe, à la suite de sa démission le 2 mai 2011 après la perte de 43 des 47 sièges du parti, y compris le sien, aux élections fédérales de 2011. Elle est remportée par Daniel Paillé.
Le taux de participation aux élections à la direction est de 38 %.

## Chronologie
- 15 mars 1997 : Gilles Duceppe remporte l'élection à la direction du parti, succédant à Michel Gauthier comme président (chef) du parti[3],[4].
- 25 mars 2011 : Le gouvernement de Stephen Harper est défait par une motion de censure par 156 voix contre 145, ce qui prépare les élections du 2 mai[5].
- 2 mai 2011 : L'élection a lieu. Le Bloc québécois n'y remporte que 4 circonscriptions après en avoir 47 à la dissolution du Parlement. Le parti perd son statut de parti officiel (en)[6]. Gilles Duceppe perd sa propre circonscription, Laurier—Sainte-Marie, et annonce sa démission[7].
- 3 mai 2011 : Vivian Barbot devient présidente par intérim après avoir échoué à regagner sa circonscription la veille[8].
- 11 mai 2011 : L'ancien député Pierre Paquette annonce son intérêt à se présenter à la chefferie et son intention de faire une tournée au Québec cet été pour consulter les membres du parti sur l'avenir du Bloc.
- 2 juin 2011 : Louis Plamondon est nommé chef parlementaire par intérim du Bloc[9].
- 8 juin 2011 : L'exécutif du parti fixe les dates de l'élection à la direction[10].
- 12 août 2011 : Paquette annonce au Devoir qu'il ne se présente pas et presse le parti de retarder d'un an l'élection[11].
- 17 septembre 2011 : Le Conseil général du BQ se réunit pour décider des règles officielles de l'élection à la direction. Le conseil confirme sa décision de tenir l'élection en 2011, rejetant les appels à reporter l'élection à 2012[12]. C'est le début officiel de la course à la direction[10].
- 28 octobre 2011 : Date limite pour soumettre les signatures de 1 000 membres du parti et devenir candidat officiel.
- 31 octobre – 18 novembre 2011 :[Quand ?] Vote par anticipation au bureau national du BQ pendant les heures d'ouverture[13].
- 8 novembre 2011, 18h30 : Débat des candidats (Québec) au Loews Hôtel Le Concorde[13].
- 11 novembre 2011 : Date limite pour l'adhésion des nouveaux membres au parti[13].
- 15 novembre 2011, 18h30 : Débat des candidats (Montréal) à l'Hôtel Delta Montréal[13].
- 16 novembre 2011 : Date limite de renouvellement des adhésions[13].
- 22 novembre 2011, 19h : Débat des candidats sur Internet[13].
- 10 décembre 2011 : Date limite de réception des bulletins de vote par correspondance complétés[13].
- 11 décembre 2011 : Daniel Paillé déclaré vainqueur au second tour[13].

## Candidats

### Jean-François Fortin
Biographie
Député de Haute-Gaspésie—La Mitis—Matane—Matapédia (2011-présent)
 Ancien maire de Sainte-Flavie, Québec
 Seul député bloquiste nouvellement élu dans le caucus actuel
Date de lancement de la campagne : 17 septembre 2011
Partisans
- Anciens députés : (14) Claude Guimond, Rimouski-Neigette—Témiscouata—Les Basques ; Paul Crête, Montmagny—L'Islet—Kamouraska—Rivière-du-Loup ; Marc Lemay, Abitibi—Témiscamingue ; Suzanne Tremblay, Rimouski-Neigette-et-La Mitis ; Yvon Lévesque, Abitibi—Baie-James—Nunavik—Eeyou ; Robert Bouchard, Chicoutimi—Le Fjord ; Yves Lessard, Chambly—Borduas ; Ève-Mary Thaï Thi Lac, Saint-Hyacinthe—Bagot ; Jean-Yves Laforest, Saint-Maurice—Champlain ; Diane Bourgeois, Terrebonne—Blainville ; Roger Gaudet, Montcalm ; Madeleine Dalphond-Guiral, Laval Centre ; Nicole Demers, Laval ; Hélène Alarie, Louis-Hébert
- Hommes politiques provinciaux : (6) Danielle Doyer députée de Matapédia ; Marie Bouillé députée d'Iberville ; Émilien Pelletier député de Saint-Hyacinthe ; Irvin Pelletier député de Rimouski ; Pascal Bérubé député de Matane ; André Simard député de Kamouraska-Témiscouata
- Autres personnalités marquantes : (1) Richard Côté, ancien candidat de Portneuf—Jacques-Cartier

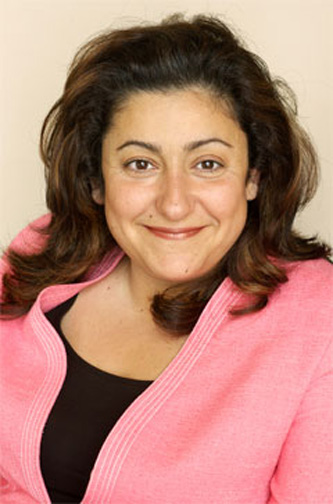
Maria Mourani

### Maria Mourani

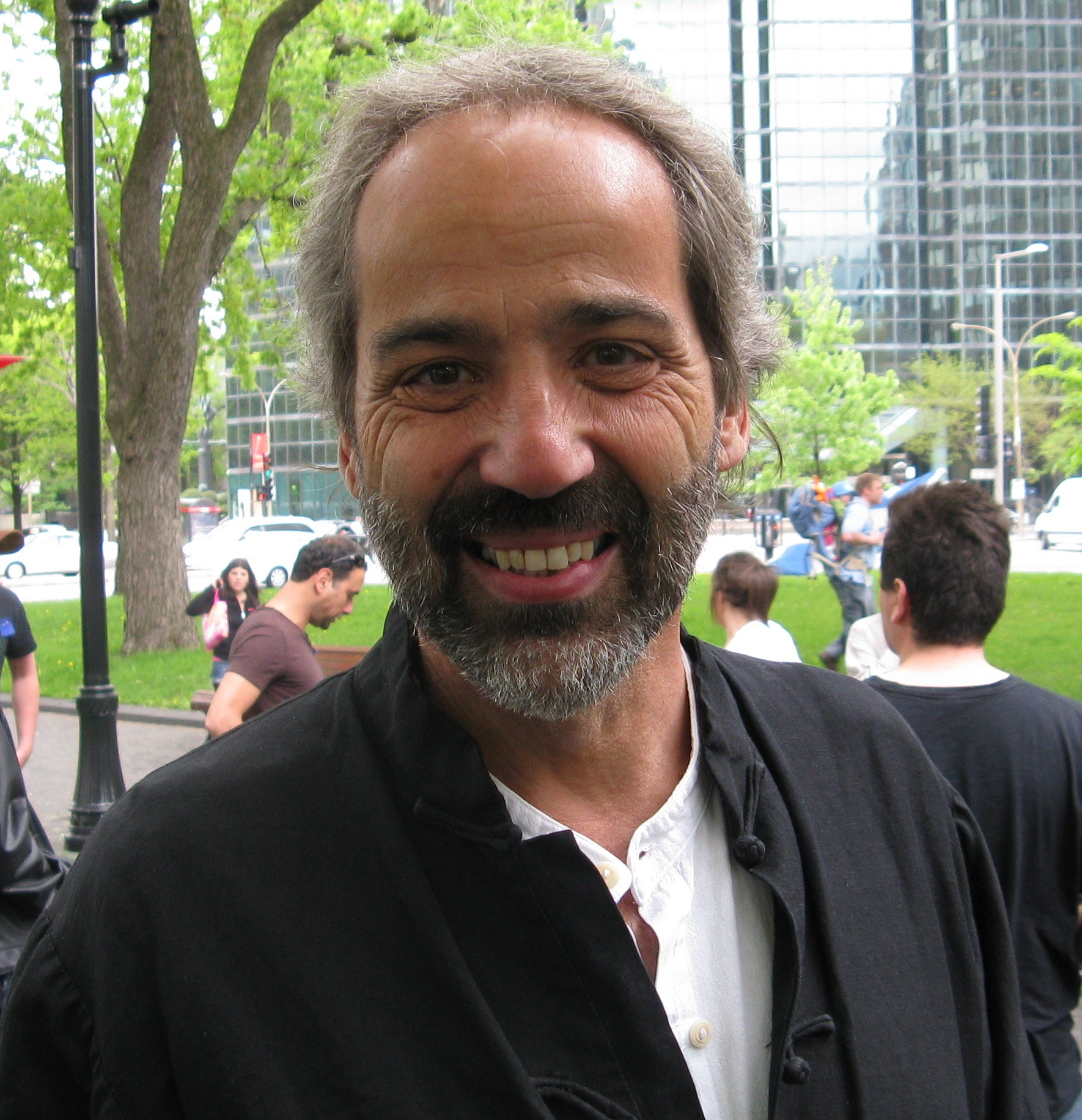
Daniel Paillé

Biographie
Député d'Ahuntsic (2006-présent)
Date de lancement de la campagne : 21 septembre 2011,
Partisans

Anciens députés : (7) Christian Ouellet, Brome—Missisquoi ; Johanne Deschamps, Laurentides—Labelle ; France Bonsant, Compton—Stanstead ; Meili Faille, Vaudreuil-Soulanges ; Marcel Lussier, Brossard—La Prairie ; Osvaldo Nunez, Bourassa ; Francine Lalonde, La Pointe-de-l'Île
- Autres personnalités marquantes : (4) Jean Campeau, ancien député de Crémazie ; Christelle Bogosta, ancienne candidate de Brome—Missisquoi ; le comédien François Parenteau ; Forum jeunesse du Bloc québécois, aile jeunesse du Bloc québécois

Informations supplémentaire

Mourani fait campagne pour rendre le BQ plus indépendant du Parti québécois.

### Daniel Paillé
Biographie
Ancien député d'Hochelaga (2009-2011)
Ancien député de Prévost (1994-1996)
Ancien ministre de l'Industrie du Québec (1994-1996)
Date de lancement de la campagne : 4 octobre 2011
Partisans
- Députés : (1) André Bellavance, Richmond—Arthabaska
- Anciens députés : (16) Claude DeBellefeuille, Beauharnois—Salaberry ; Guy André, Berthier—Maskinongé ; Roger Pomerleau, Drummond ; Richard Nadeau, Gatineau ; Pascal-Pierre Paillé, Louis-Hébert ; Gérard Asselin, Manicouagan ; Nicolas Dufour, Repentigny ; Luc Desnoyers, Rivière-des-Mille-Îles ; Monique Guay, Rivière-du-Nord ; Carole Lavallée, Saint-Bruno—Saint-Hubert ; Claude Bachand, Saint-Jean ; Robert Vincent, Shefford ; Paule Brunelle, Trois-Rivières ; Serge Cardin, Sherbrooke ; Raynald Blais, Gaspésie—Îles-de-la-Madeleine ; Thierry St-Cyr, Jeanne-Le Ber
- Hommes politiques provinciaux : (21) Carole Poirier députée d'Hochelaga-Maisonneuve ; Yves-François Blanchet député de Drummond ; Étienne-Alexis Boucher député de Johnson ; Noëlla Champagne députée de Champlain ; Alexandre Cloutier député de Lac-Saint-Jean ; Claude Cousineau député de Bertrand ; Sylvain Gaudreault député de Jonquière ; Guy Leclair député de Beauharnois ; Martin Lemay député de Sainte-Marie–Saint-Jacques ; Marie Malavoy députée de Taillon ; Agnès Maltais députée de Taschereau ; Nicolas Marceau député de Rousseau ; Claude Pinard député de Saint-Maurice ; Scott McKay député de L'Assomption ; Gilles Robert député de Prévost ; Sylvain Simard député de Richelieu ; Mathieu Traversy député de Terrebonne ; Guillaume Tremblay député de Masson ; Denis Trottier député de Roberval ; Dave Turcotte député de Saint-Jean ; André Villeneuve député de Berthier
- Autres personnalités marquantes : (9) Carl Dubois, ancien candidat de LaSalle—Émard ; Véronique Roy, ancienne candidate de Westmount—Ville-Marie ; l'ancien candidat de Hull—Aylmer, Dino Lemay; Pierre Turcotte, ancien candidat de Mégantic—L'Érable, Martin Laroche, ancien candidat d'Honoré-Mercier ; Élise Daoust, ancienne candidate d'Outremont ; Michel Létourneau, ancien candidat de Beauport—Limoilou ; Claude Pilote, ancien candidat de Roberval—Lac-Saint-Jean ; Pierre Forest, ancien candidat de Jonquière—Alma

- Bernard Bigras[19], ancien député de Rosemont—La Petite-Patrie (2004-2011)
- Pierre Paquette[20], ancien député de Joliette (2000-2011), après avoir initialement manifesté son intérêt, il annonce en août qu'il ne serait pas candidat et demande que l'élection soit reportée à la fin 2012[15]. Il indique qu'il pourrait participer à nouveau à la course si le vote à la direction est retardé[21].

| Candidat | Candidat              | 1er tour       | 1er tour | 2e tour        | 2e tour |
| Candidat | Candidat              | Votes exprimés | %        | Votes exprimés | %       |
| -------- | --------------------- | -------------- | -------- | -------------- | ------- |
|          | PAILLÉ, Daniel        | 5 659          | 44,05%   | 7 868          | 61,28%  |
|          | MOURANI, Maria        | 3 613          | 28,13%   | 4 972          | 38,72%  |
|          | FORTIN, Jean-François | 3 574          | 27,82%   | Éliminé        | Éliminé |
| Total    | Total                 | 12 846         | 100,0%   | 12 840         | 100,0%  |